# Netscape
Netscape je obecné jméno pro webové prohlížeče/balíky webových aplikací vyvíjené původně společností Netscape Communications Corporation a v současnosti AOL.[zdroj?] Webové prohlížeče Netscape hlavně zpočátku utvářely dnešní podobu webu a byly hojně používány. Po tzv. válce prohlížečů jejich tržní podíl poklesl a v prosinci 2006 byl menší než 1% s klesající tendencí.

## Klasické prohlížeče Netscape

### Netscape Navigator (verze 1.0 – 4.08)
Netscape Navigator bylo jméno webových prohlížečů Netscape u verzí 1.0 - 4.08. První betaverze prohlížeče byla vydána v roce 1994 pod názvem Mosaic a později Mosaic Netscape z důvodu protestů National Center for Supercomputing Applications (tvůrce NCSA Mosaic), který mnoho zakladatelů Netscape v minulosti vyvíjelo. Později bylo jméno změněno na Netscape Navigator a jméno společnosti se změnilo z Mosaic Communications Corporation na Netscape Communications Corporation.
Prohlížeč byl na svou dobu pokročilý a stal se populární na trhu již po vydání betaverze. Jeho popularita a počet funkcí stoupaly i po vydání verze 1.0. Do verze 2.0 byl přidán plnohodnotný e-mailový klient Netscape Mail, čímž se Netscape Navigator transformoval z webového prohlížeče na balík webových aplikací.
Verze 3.0 (první beta verze měla kódové označení „Atlas“) měla prvního vážného konkurenta v podobě Internet Exploreru 3.0. Vzhledem ke svým kvalitám si však udržela své postavení na trhu. Verze 3.0 byla též k dispozici ve verzi „Gold“, která byla obohacena o WYSIWYG editor (později byl přidán do Netscape Communicatoru jako standardní součást). Netscape 3.0 přinesl řadu nových vlastností jako pluginy, barvy v pozadí tabulek či aplety a ve své době byl neotřesitelnou jedničkou na trhu. Poslední verze byla 3.04.

### Netscape Communicator (verze 4.0 – 4.8)
Netscape 4 vyřešil problém pojmenování Netscape Navigator, které bylo v předchozích verzích používáno na pojmenování webového prohlížeče i balíku webových aplikací, a došlo k přejmenování na Netscape Communicator.
Po vydání 5 ukázek v letech 1996 - 1997 Netscape Corporation uvolnila finální verzi Netscape Communicatoru v červenci 1997. Tato nová verze, více či méně založená na kódu Netscape Navigatoru 3, aktualizovala a přidala nové vlastnosti jako například CSS1 elementy či proprietární element object. Nový balík byl úspěšný přes zvyšující se tržní podíl Internet Exploreru 4.0, který měl ve své době lepší renderovací jádro a přes často zastaralý kód prohlížeče.
Balík Netscape Communicator obsahoval Netscape Navigator, Netscape Mail a Newsgroups, Netscape Address Book a Netscape Composer. V říjnu 1998 byla vydána verze 4.5. Tato nová verze přinesla rozmanitá vylepšení, hlavně v e-mailovém klientu, ale neobsahovala aktualizaci jádra prohlížeče, jehož kód byl identický s verzí 4.08. O měsíc později byla Netscape Communications Corporation koupena společností AOL. Samostatná verze prohlížeče Netscape Navigator byla stále k dispozici, ale pro Windows již nepodporována. Verze pro Unix/Linux byly podporovány až do verze 4.8.

### Netscape Communicator (verze 5)
V lednu 1998 Netscape Communications Corporation oznámil, že všechny jeho budoucí verze budou k dispozici zdarma a vyvíjeny open source projektem Mozilla. Netscape Communicator 5.0 byl oznámen pod kódovým označením „Gromit“. Nastalo však několik zpoždění, které spolu se zastaralostí kódu Netscape Communicatoru způsobily, že vůdčím webovým prohlížečem na trhu se stal Internet Explorer 5.0. V listopadu 1998 byly práce na Netscapu 5.0 zrušeny a bylo rozhodnuto začít znovu.

## Prohlížeče založené na Mozille

### Netscape 6 (verze 6.0 – 6.2.3)
V roce 1998 byla Netscapem založena organizace Mozilla, která se z velké většiny skládala z placených programátorů Netscape. Cílem organizace bylo koordinovat vývoj Netscape 5, který měl být založen na zdrojovém kódu staršího Netscape Communicatoru. Ten se však ukázal jako příliš složitý, takže bylo rozhodnuto Netscape 5 zrušit a celý kód napsat znovu. Přepsaný zdrojový kód byl ve vývojových verzích nazýván Mozilla a s několika doplňky byl později vydán jako Netscape 6.
Toto rozhodnutí způsobilo, že další hlavní verze prohlížeč/balíku Netscape se značně zpozdila. Vydaný Netscape 6 byl založen na Mozille 0.6, což byla vývojová verze trpící řadou chyb. Výsledkem byl produkt, který byl často kritizován pro svou pomalost a velký počet chyb. Pozdější verze (zvláště 6.2.x) již byly považovány za relativně zdařilé.

### Netscape (verze 7.0 – 7.2)
Verze 7 (kódové označení „Mach V“) je balík webových aplikací jednoduše nazývaný Netscape tj. jménem, který byl pro prohlížeče Netscape Communications Corporation používán léta. Netscape 7.0 byl založen na Mozille 1.0.1 a byl vydán v srpnu 2002 jako pokračování Netscape 6. Získal si malou skupinu uživatelů, ale jednalo se o minoritní prohlížeč na trhu a to také z důvodu, že většina potenciálních uživatelů dala přednost přímo Mozille. Společnost AOL se navíc rozhodla deaktivovat funkci na blokování nevyžádaných oken (pop-up okna), což způsobilo značné pobouření v komunitě uživatelů. Verze 7.01 později umožňovala blokování aktivovat. V červnu 2003 byl vydán Netscape 7.1 (kódové označení „Buffy“), který byl založen na Mozille 1.4.
V roce 2003 AOL uzavřela divizi prohlížečů Netscape a propustila či převedla jinam zbývající vývojáře Netscape. Mozilla.org pokračovala v podobě Mozilla Foundation s řadou bývalých zaměstnanců Netscapu. AOL pokračovala s vývojem Netscape založeném na Mozille, ale s nevalnými výsledky. O rok později byla v srpnu 2004 vydána poslední verze, Netscape 7.2, která byla založena na Mozille 1.7.2.

## Prohlížeče založené na Firefoxu

### Netscape Browser (verze 8.x)
Předposlední prohlížeč z dílny Netscape se zrodil v roce 2005 a byl pojmenován Netscape Browser. Ten byl založen na webovém prohlížeči Mozilla Firefox, který vzešel jako samostatný prohlížeč z balíku Mozilla Suite. Nejednalo se tedy o balík webových aplikací, jako tomu bylo v předchozích případech, ale jednalo se pouze o webový prohlížeč. Druhým rozdílem oproti předchozím verzím byla dostupnost prohlížeče pouze pro Microsoft Windows a možnost přepínat vykreslování stránek mezi renderovacími jádry Gecko a Trident.

### Netscape Navigator 9
23. ledna 2007 bylo oznámeno, že Netscape Browser bude mít svého nástupce v podobě Netscape 9, později přejmenovaného na Netscape Navigator 9. Jeho první betaverze vyšla 5. června 2007 a byla založená na Firefoxu 2.0. Obsahovala nástroj na opravu překlepů v adresním řádku, funkci Link Pad na snadné uchovávání odkazů pro pozdější zhlédnutí či podporu pro doplňky z Firefoxu 2.0. Byla k dispozici pro Microsoft Windows, Linux a Mac OS X. 28. prosince 2007 oznámil Netscape ukončení dalšího vývoje Netscape Navigatoru 9.

## Poštovní klienti založení na Thunderbirdu

### Netscape Messenger
11. června 2007 Netscape oznámil vývoj svého poštovního klientu zprvu označovaném jako Netscape Mercury, poštovního klientu založeném na Mozilla Thunderbirdu. Jeho první alfa verze vyšla pod názvem Netscape Messenger 15. listopadu 2007. Produkt se nikdy nedočkal finální verze a spolu s Netscape Navigatorem 9 byl 28. prosince 2007 ukončen.